# Elche (Gerichtsbezirk)
Der Gerichtsbezirk Elche ist einer der 13 Gerichtsbezirke in der spanischen Provinz Alicante.
Der Bezirk umfasst 3 Gemeinden auf einer Fläche von 488,78 km² mit dem Hauptquartier in Elche.

## Gemeinden
| Gemeinde             | Einwohner (2024) | Fläche km² | Dichte Einw./km² | Cod INE | Postleitzahl                                        |
| -------------------- | ---------------- | ---------- | ---------------- | ------- | --------------------------------------------------- |
| Crevillent           | 30.585           | 104,55     | 293              | 03059   | 03330                                               |
| Elche                | 243.128          | 326,07     | 746              | 03065   | 03139, 03194–03195, 03201–03209, 03290–03296, 03320 |
| Santa Pola           | 38.556           | 58,16      | 663              | 03121   | 03130                                               |
| Gerichtsbezirk Elche | 312.269          | 488,78     | 639              | –       | –                                                   |